# Зона лучистого переноса

Внутреннее строение Солнца

Зо́на лучи́стого перено́са — средняя зона Солнца. Располагается непосредственно над солнечным ядром, на расстояниях примерно от 0,2—0,25 до 0,7 радиуса Солнца от его центра. Выше зоны лучистого переноса находится конвективная зона.
Нижней границей зоны считают линию, ниже которой происходят ядерные реакции, верхней — границу, выше которой начинается активное перемешивание вещества.

## Строение
Водород в зоне лучистого переноса сжат настолько плотно, что соседние протоны не могут меняться местами, из-за чего перенос энергии путём перемешивания вещества очень затруднён. Дополнительные препятствия для перемешивания вещества создаёт низкая скорость убывания температуры по мере движения от нижних слоёв к верхним, которая обусловлена прежде всего высокой теплопроводностью ионизированного водорода. Прямое излучение наружу также невозможно, поскольку водородная плазма непрозрачна для излучения, возникающего в реакции ядерного синтеза.
Перенос энергии, кроме теплопередачи, происходит также путём последовательного поглощения и излучения фотонов отдельными слоями частиц.

## Механизм переноса энергии
Гамма-квант, приходящий из солнечного ядра, поглощается частицей вещества (атомным ядром либо свободным протоном), после чего возбуждённая частица излучает новый квант света. Этот фотон имеет случайное направление, никак не зависящее от направления поглощённого фотона и может как проникнуть в вышележащий слой плазмы в лучистой зоне, так и переместиться вниз, в нижние слои. Из-за этого промежуток времени, за который многократно переизлучённый фотон (изначально возникший в ядре звезды), достигает конвективной зоны, согласно современным моделям Солнца, может лежать в пределах от 10 тысяч до 170 тысяч лет (иногда приводится величина в миллионы лет считается завышенной).

## Превращение излучения
В силу того, что энергия излучённого фотона всегда меньше энергии поглощённого, спектр излучения по мере прохождения лучистой зоны меняется. На входе в эту зону все излучение является мягким рентгеновским излучением, например, в центре Солнца при температуре ~14 млн градусов фотоны в максимуме спектра излучения имеют энергию ~3,4 кэВ, покидая лучистую зону, световой поток излучения представляет собой «смесь», охватывающую практически все длины волн, включая и видимый свет.

## Лучистые зоны звёзд

Типы теплопередачи в звёздах разной массы

У звёзд главной последовательности, имеющих малую массу — красных карликов, зона конвекции занимает все пространство от ядра до фотосферы (лучистая зона отсутствует), поскольку давление в их недрах не может сжать вещество настолько, чтобы препятствовать его перемешиванию, и привести к возникновению зоны лучистого переноса. Лучистая зона по тем же причинам отсутствует и у молодых звёзд малой массы (до трёх масс Солнца), ещё не завершивших процесс гравитационного сжатия и находящихся на подходе к главной последовательности. У красных гигантов зона конвекции также простирается непосредственно до ядра.
У молодых звёзд промежуточной массы (от 2 до 8 масс Солнца) нет конвективных зон (происходит только лучистый перенос) вплоть до перехода звезды на главную последовательность диаграммы Герцшпрунга — Рассела.
Звёзды типа Солнца и меньше имеют лучистое ядро и конвективную атмосферу, звёзды больше 1,4 массы Солнца имеют конвективное ядро и лучистую атмосферу.